# Michael Watson

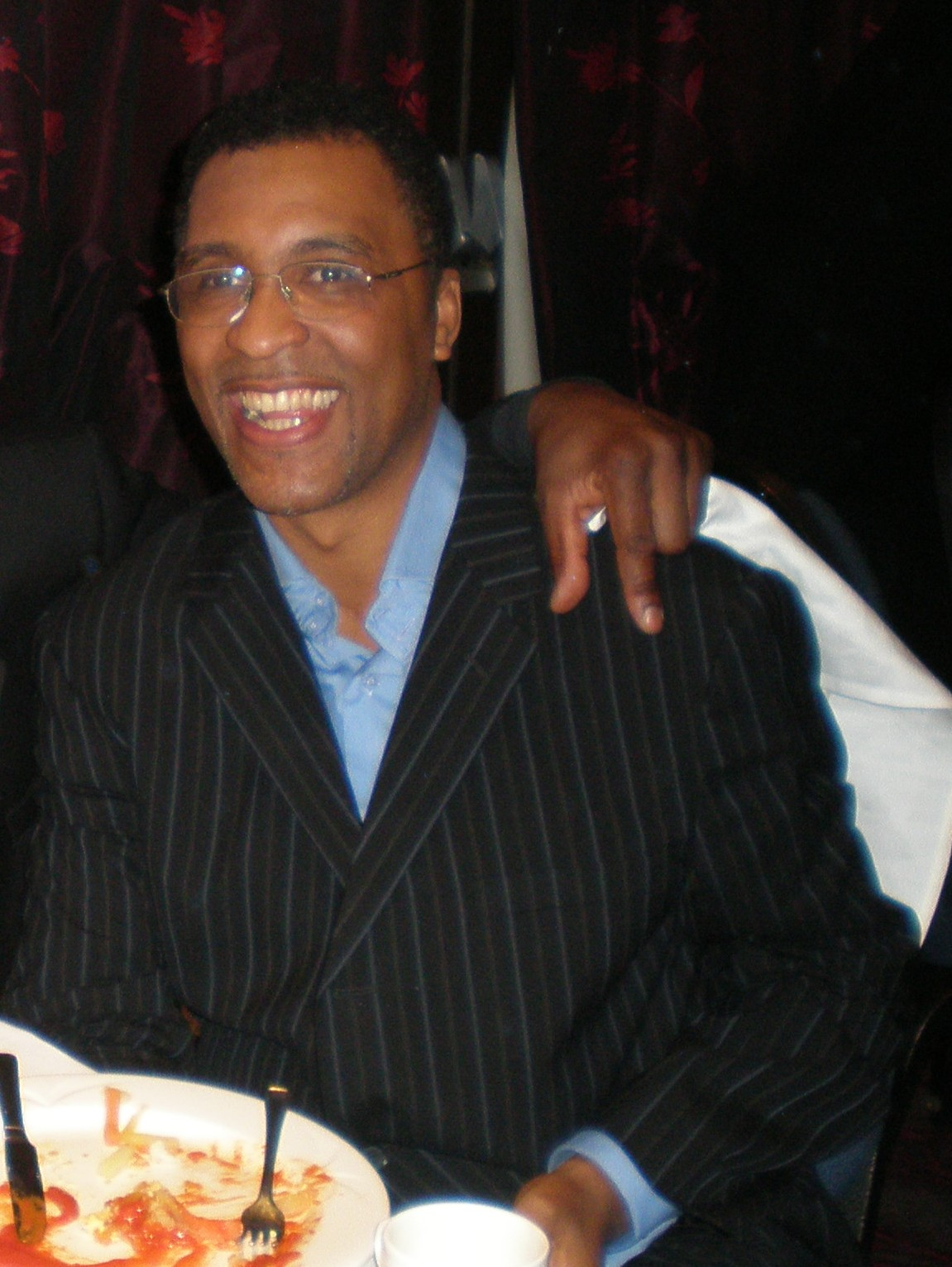
Imagen del entrenador Michael Watson

Michael Watson, galardonado con el MBE (nacido el 15 de marzo de 1965), es un entrenador profesional de boxeo británico. Fue poseedor del título Commonwealth de peso medio y fue tres veces retador del título mundial. Su carrera finalizó de manera prematura como resultado de lesiones de riesgo vital durante la pelea que sostuvo contra Chris Eubank por el título super-peso medio WBO en septiembre de 1991, la cual perdió.